# Haptodus garnettensis
Haptodus garnettensis — вид пелікозаврів, що існував у кінці карбону, 305–303 млн років тому. Скам'янілі рештки виду знайдені у пластах формації Стентон штаті Канзас, США. Описаний по частковому скелету (голотип RM 14156), що знайдений у відкладеннях аргіліту у кар'єрі Ґарнет поблизу селища Андерсон.

## Етимологія
Вид названий по типовому місценаходженні — кар'єрі Ґарнет.